# MediaPortal
MediaPortal és un programa de codi obert i gratuït de HTPC solament per al sistema operatiu Windows. És comparat sovint amb Microsoft Windows Media Centre. Deriva de Xbox Media Center. La seua llicència és la Llicència Pública GNU. Fou programat en C#. L'aparença de la interfície està definida amb XML.
Des de la versió 2.1 fa web scraping per a emplenar dades dels productes que es tinguen a la biblioteca al comparar les metadades d'allò que es té amb allò que hi ha a les fonts de dades.
El programa disposa d'una sèrie de connectors per a televisió, pel·lícules i DVD, ràdio, música, fotografies, informació meteorològica i notícies, vídeos en línia i editor de vídeos, navegador web, lector de CD i DVD, alarma, correu electrònic, videojocs, farmàcies, emergències, tràfic, lletres de cançons i ajuda en suport del programari (amb programes controladors i còdecs, sistema d'arxius i sistemes operatius suportats, que són Windows).
A PCMAg el van criticar positivament considerant la interfície amb alta usabilitat.